# Église Saint-Hippolyte de Verjon
Pour les articles homonymes, voir Église Saint-Hippolyte.
L'église Saint-Hippolyte est une église située en France sur la commune de Verjon, dans le département de l’Ain en région Auvergne-Rhône-Alpes.
Elle fait l’objet d'une inscription au titre des monuments historiques depuis 5 août 1980.

## Localisation
L'église est située dans le département français de l'Ain, sur la commune de Verjon.

## Historique
L'édifice est inscrit au titre des monuments historiques en 1980.
Une association (Comité de restauration de l’église de Verjon) participe aux différents travaux de restauration (enduits, tableaux, toiture, vitraux, chapelle...) en collaboration étroite avec les grandes instances patrimoniales (site classé). Elle favorise le financement, l’entretien et l’équipement de l’église (achat d’un autel).